# Catedral de San Cristóbal de Las Casas
La Catedral de San Cristóbal de Las Casas, también llamada simplemente Catedral de San Cristóbal es la sede de la Diócesis de San Cristóbal de Las Casas. Se ubica en el lado norte de la plaza 31 de marzo o parque central de la ciudad de San Cristóbal de Las Casas, en el estado mexicano de Chiapas. 
El actual edificio es de estilo barroco novohispano, sin embargo, ha tenido varias remodelaciones a lo largo de su historia que han modificado su apariencia.

## Breve historia
La historia del edificio comienza poco después de la llegada de los conquistadores españoles al valle de Jovel. Al trazarse la nueva ciudad se asignó un solar en el lado norte de la plaza mayor para que ahí se edificara el templo principal de la villa.
La primitiva iglesia estaba dedicada a la Virgen de la Anunciación y se trataba de una construcción muy sencilla, una pequeña e inconsistente capilla sólo para suplir de momento las necesidades religiosas de los conquistadores. Probablemente hecha de madera y adobe como lo fueron las primeras construcciones en la ciudad.
Hacia la década de 1530-40, el Rey de España junto con las autoridades locales dispusieron la construcción de una iglesia más grande, esto debido a que la antigua parroquia había sido elevada al rango de catedral y conforme la población aumentaba, se necesitaba de un lugar más espacioso y formal para las celebraciones litúrgicas.
Fray Tomás de la Torre, uno de los primeros frailes dominicos en llegar a Chiapas, hace una descripción del antiguo edificio, en palabras de él, era: "una bonica Iglesia bien labrada, de madera y cubierta de teja, las paredes son de adoves y ladrillo".
Sin embargo, con el pasar de los años aquella construcción fue quedándose inferior en comparación con las casas de los conquistadores y tuvo que ser intervenida en más de una ocasión, hasta llegar al siglo XVIII que es cuando se construye definitivamente el templo actual. 

## El edificio

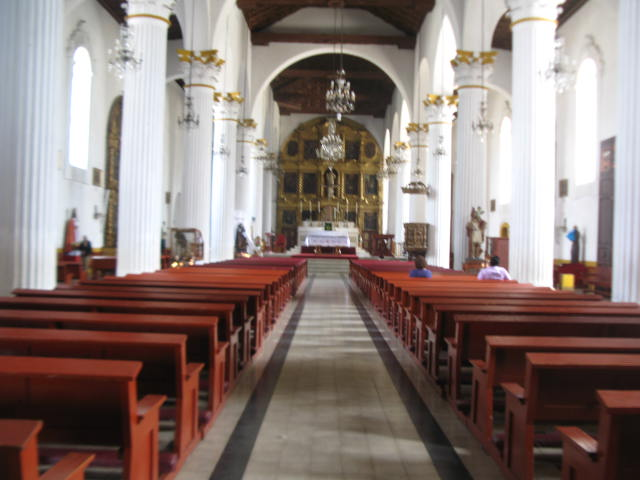
Interior de la Catedral de San Cristóbal de Las Casas

La catedral posee una planta basilical de tres naves, siendo la central de mayor tamaño que las dos naves laterales. En un principio el templo tenía un techo a modo de dos aguas, sin embargo con la remodelación de 1804 solo la nave central se quedó con este tipo de techado, mientras que las laterales se rehicieron con bóveda catalana.
La portada del edificio es de estilo barroco y consta de dos cuerpos horizontales con un remate superior a todo lo largo, y tres calles verticales; entre cada una de ellas y en los extremos de la portada, se sitúa una entrecalle formada por pares de columnas en toda la altura de la fachada dejando espacio entre ellas para cobijar nichos y medallones.
El interior del templo es de estilo barroco y neoclásico, posee cinco retablos barrocos en el interior y el altar mayor está hecho de mármol.
Está techada con un artesonado de madera, mismo que presenta adornos en estilo mudéjar que asemejan flores o cruces.
Posee una única torre campanario ubicada al oriente, misma que fue derribada por un sismo en 1652, sin embargo, se colocaron nuevamente las campanas en la base de la torre.

## Arquitectura
A la Catedral no se le puede asignar una unidad de estilo arquitectónico ya que cuenta con elementos de estilo barroco y mudéjar como lo es su fachada principal adornada con arabescos en argamasa y su cielo en alfarje; y elementos neoclásicos como las columnas, el baptisterio y los ventanales. (Estos últimos fueron mandados a hacer por el obispo Francisco Orozco y Jiménez en 1905).

### El interior

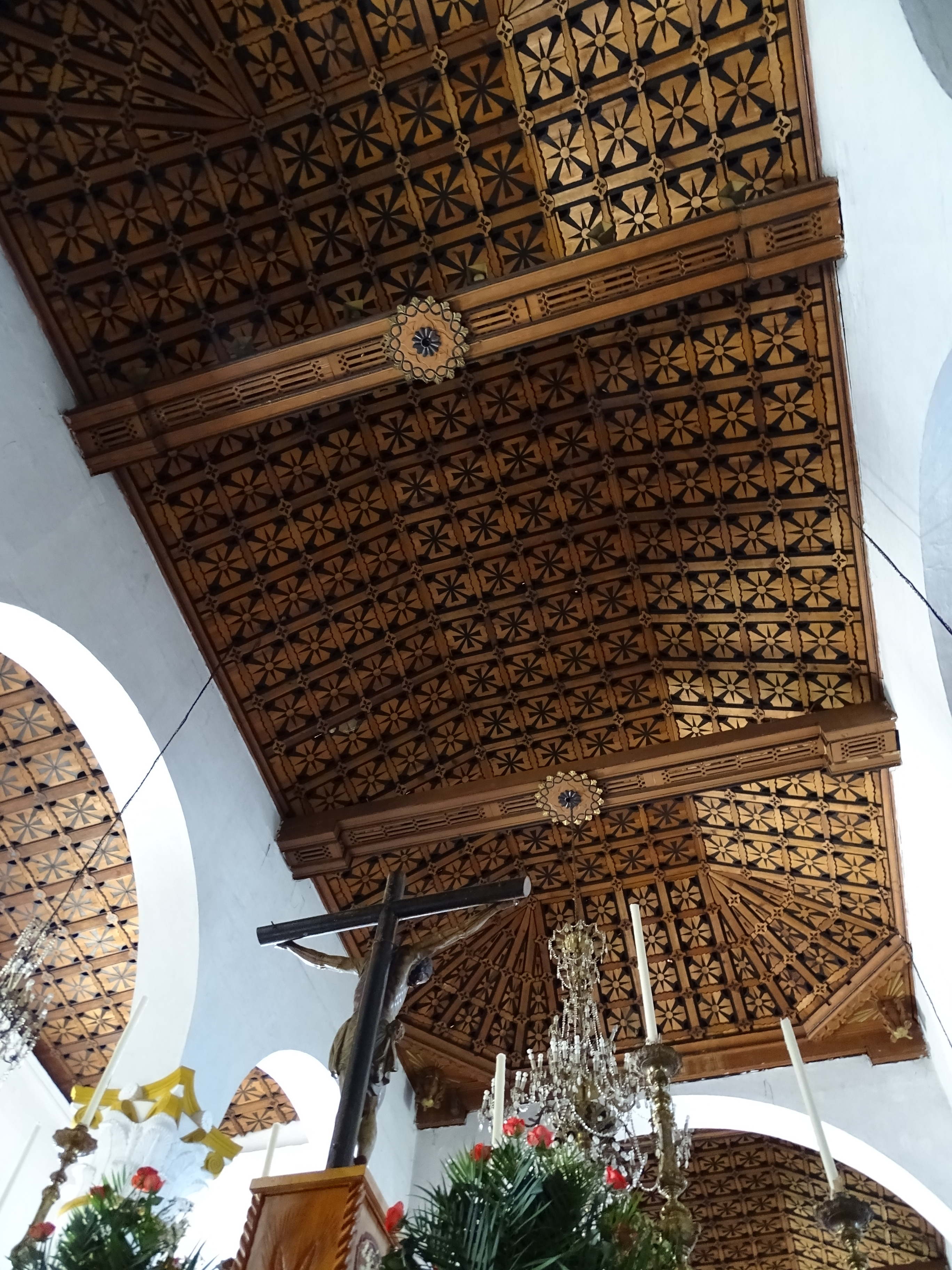
Detalles del artesonado de la Catedral

Cuenta con ocho pares de columnas. En un principio estas eran cilíndricas, hasta que en 1922 el obispo Gerardo Anaya y Diez de Bonilla mandó a que se convirtieran en corintias, de basamento corto y con capiteles de hojas de acanto.
El baptisterio tiene un bello pórtico neoclásico y en el interior hay una mezcla de estilos; es una rotonda con arcos de medio punto sobre ocho columnas que sostienen una cúpula. Tiene decoraciones como estrellas barrocas, palmetas clásicas, ojivas góticas, torrecillas almohadilladas, caulículos estilizados, entre otras. Este espacio y otras remodelaciones fueron obra del arquitecto sancristobalense Carlos Zacarías Flores.
La actual capilla de la Virgen de Guadalupe originalmente se construyó para que sirviera de Parroquia del Sagrario, sin embargo al pasar esta al templo de San Nicolás de Tolentino (contigua a la Catedral hacia el oriente) se reacondicionó y se le colocó un retablo en el que se observa un cuadro de la Virgen y otras pinturas.
El antiguo coro de la Catedral se encontraba ubicado en la nave central, tal como en otras catedrales novohispanas. Este tenía una verja metálica dorada, que lo cerraba por el frente; la doble sillería era sencilla; únicamente el trono destinado al Obispo tenía una bella decoración dorada y sobresalía por su elevación. De igual forma el facistol contaba con una decoración en relieve dorado. Contaba con un órgano tubular grande y armonioso que sin necesidad de bocinas llenaba todo el ámbito del templo. Este antiguo coro junto con la crujía fueron desmantelados en 1921 por mandato del obispo Gerardo Anaya, dejando el espacio resultante para uso de los fieles. 

### El alfarje
Al reformarse en 1804 el techo de la Catedral y dividirse lo correspondiente a la nave central de las laterales, la bóveda catalana de éstas se decoró con una pintura en blanco y negro, formando cuadros enmarcados por una especie de cruz formada por hojas que se juntan por sus extremos. Esta decoración se utilizó también para el alfarje en 1947, al renovarse el artesonado central, con lo que el conjunto de las tres naves adquirió singular belleza, contrastando con la blancura de las columnas y de toda la arcada. 

### Retablos

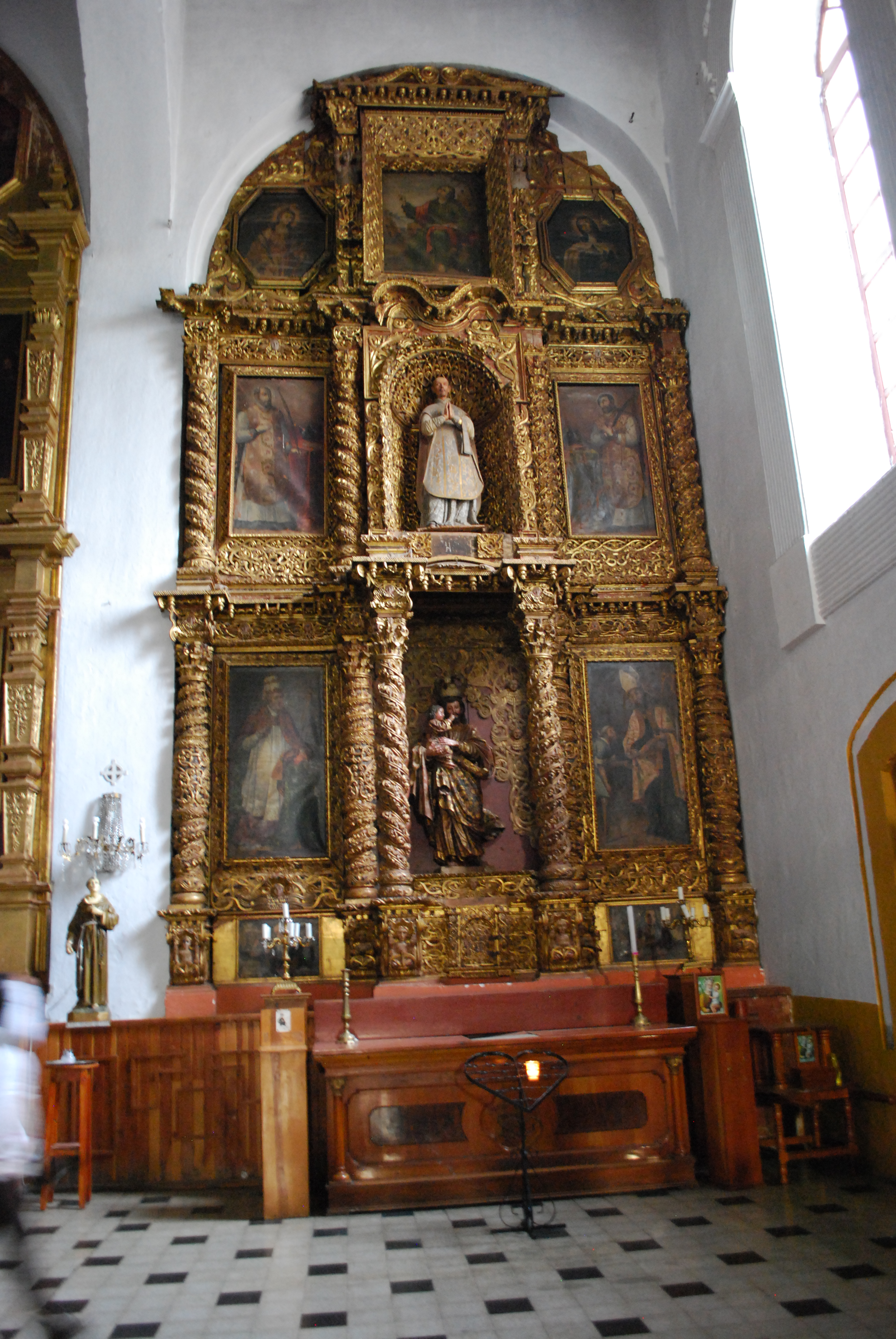
Retablo lateral derecho dedicado a San José

Son cinco en el cuerpo de la iglesia. El principal es el de Los Reyes que cubre todo el fondo de la nave central. Este retablo es de estilo plateresco, estofado, consta de tres cuerpos y un remate. Fue mandado a construir por el obispo Fray José Vital de Moctezuma y Tovar en la segunda mitad del siglo XVIII. Tiene imágenes de la Virgen de la Asunción, la Natividad, la Presentación e imágenes como las de San Cristóbal Mártir y del Sagrado Corazón, entre otras.
Dos retablos hermanos cubren el fondo de las naves laterales, de estilo barroco. Sin embargo, estos retablos originalmente fueron hechos para el templo de San Agustín, y por tanto no se ajustan bien a los arcos en los que están colocados. Ambos están elaborados en tres cuerpos y el de la izquierda presenta diversos episodios de la Pasión de Cristo, con pinturas de Juan Correa. El de la derecha es de San José y posee una antigua escultura estofada de este santo.
Hay dos retablos menores a mitad de la iglesia, uno guarda en su nicho central la estatua de la Virgen Milagrosa y en sus tres cuerpos exhibe pasajes de la vida de la Virgen. Se hizo por devoción de una dama de la sociedad, a mediados del siglo XVIII.
Frente al anterior, se encuentra el retablo de San Juan Nepomuceno, tiene una escultura de este santo, donada por el obispo Moctezuma. La escultura es guatemalteca y las pinturas que decoran los lienzos del retablo, son escenas del martirio de San Juan Nepomuceno.
Dentro de arcadas abiertas en los muros del templo, desde su reconstrucción definitiva, frente al altar principal, hay dos altares modernos, uno dedicado a María Auxiliadora y el frontero a la Virgen del Rayo.

### Las fachadas

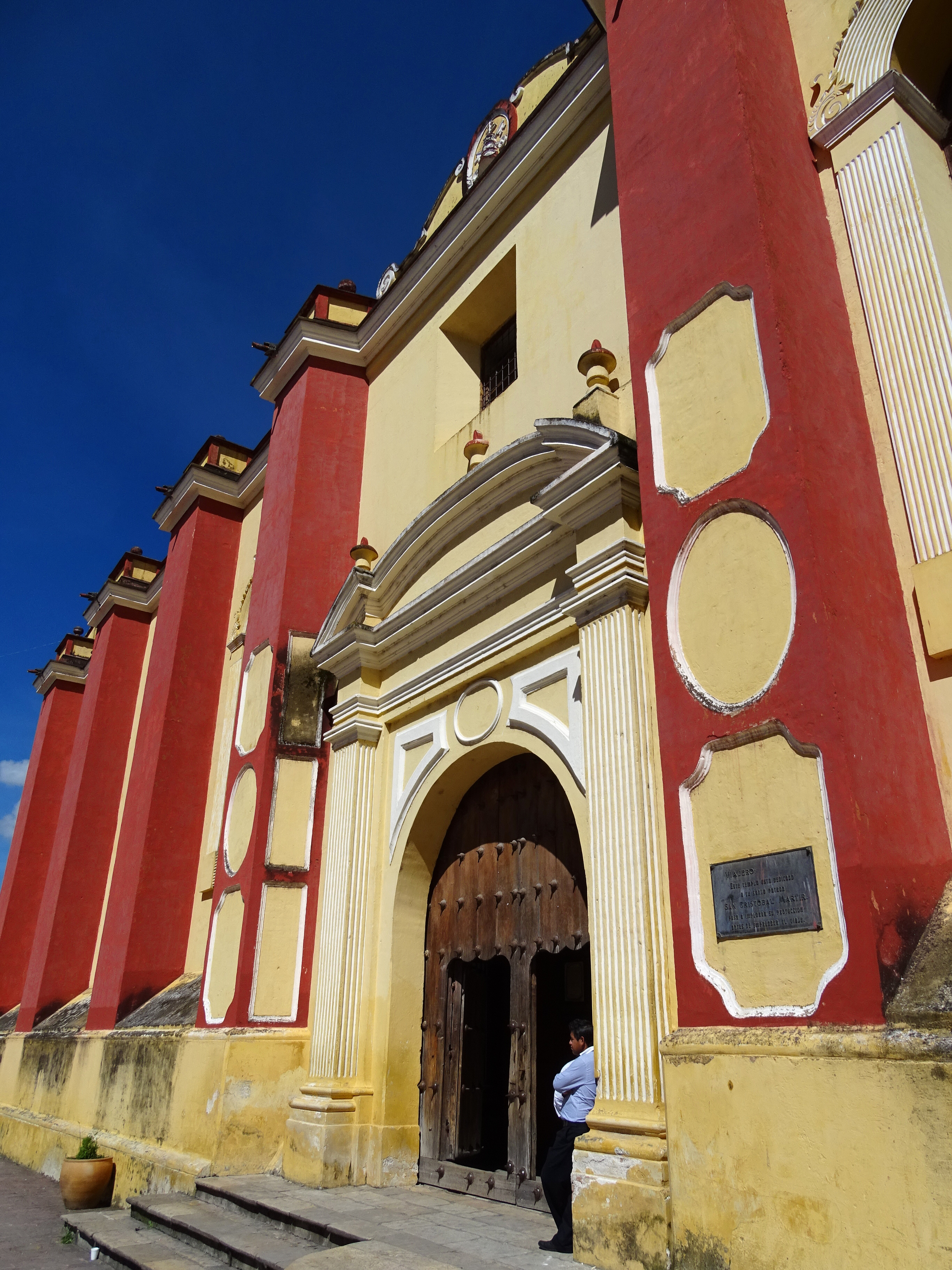
Fachada lateral sur de la Catedral

La principal fue construida en 1721, está concebida dentro de la modalidad barroca (anterior a esta existió una hecha poco antes de 1680). Posee columnas ornamentales, nichos con santos en los intercolumnios, remate central sobre los dos cuerpos dórico y jónico de la fachada, entre otros elementos.
Está adornada con arabescos en argamasa en todos los espacios libres entre nichos y columnas. Si se observa atentamente, es posible notar la asimetría de sus dos espacios laterales entre la puerta mayor y las adyacentes; defecto probablemente debido a que el edificio no tiene forma perfectamente rectangular.
La segunda fachada, la del sur, que da hacia el parque central es menos ornamentada que la anterior, está enmarcada con pilastras macizas sin estrías y graciosamente rematada.
La tercera es la posterior, dentro del patio de la Casa parroquial; igualmente sencilla tiene, sin embargo, prestancia por su forma.

## Acontecimientos relevantes
La catedral ha sido escenario de varios acontecimientos históricos en la ciudad y el estado, algunos de ellos se mencionan a continuación.
En 1994 fue uno de los lugares donde se llevaron a cabo los diálogos de paz entre el Ejército Zapatista de Liberación Nacional (EZLN) y el Gobierno federal luego del levantamiento de los primeros en enero del mismo año.
En febrero de 2016 el Papa Francisco durante su visita a México se dirigió al estado de Chiapas, donde al llegar a San Cristóbal de Las Casas ofició una misa y posteriormente se trasladó a la curia diocesana, donde después de mantener un breve encuentro con representantes de pueblos indígenas ingresó a la Catedral para orar ante la tumba del obispo Samuel Ruiz y dirigir unas breves palabras a los fieles que abarrotaron el templo. 